# Dambořice

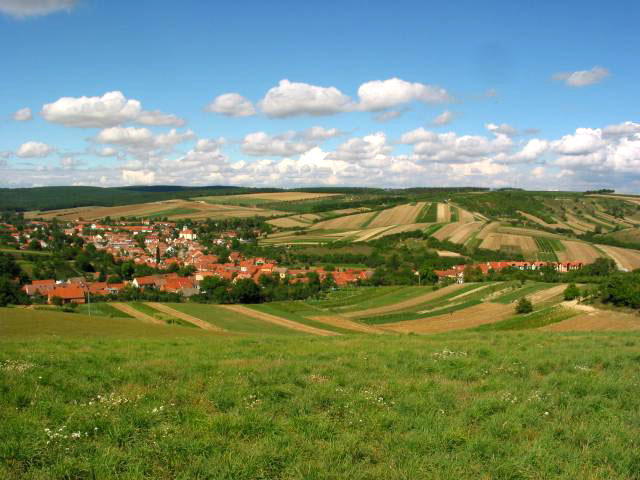
Blick von Süden auf Dambořice

Dambořice (deutsch Damborschitz, älter auch Tumbaritz) ist eine Gemeinde in Tschechien. Sie liegt neun Kilometer westlich von Ždánice und gehört zum Okres Hodonín.

## Geographie
Dambořice erstreckt sich am südlichen Fuße des Steinitzer Waldes am Übergang zur Dambořická vrchovina im Tal des Baches Salajka. Nordöstlich erhebt sich der Šumberk (323 m), im Südwesten die Lipiny (300 m) sowie nordwestlich der Prostřední vrch (Mitterberg, 315 m) und die Písečná (374 m). Gegen Norden liegt die mittelalterliche Wüstung Mezilesice.
Nachbarorte sind Kobeřice u Brna, U Bílého vlka, Nížkovice, Heršpice und Jalový Dvůr im Norden, Zdravá Voda und Uhřice im Nordosten, Žarošice im Osten, Janův Dvůr und Čtvrtě im Südosten, Kumstát und Krumvíř im Süden, Bohumilice im Südwesten, Velké Hostěrádky und Bošovice im Westen sowie Lovčičky und Milešovice im Nordwesten.

## Geschichte
Die erste schriftliche Erwähnung des zur Burgkirche Břeclav gehörigen Ortes erfolgte 1141 durch Bischof Heinrich Zdik im Besitzverzeichnis des Bistums Olmütz. Der Name des Ortes leitet sich von einer Person Domabor her. Damit verknüpft ist die Sage über einen Fürsten Dombor. Im Jahre 1298 ist Wilhelm von Dambořice als erster weltlicher Besitzer des Dorfes nachweisbar. 1320 wurde in Dambořice eine Pfarre eingerichtet, zu deren Sprengel jedoch nur das halbe Dorf gehörte. Die andere Hälfte blieb weiterhin nach Žarošice gepfarrt. Bischof Konrad verfügte 1326 schließlich die Einpfarrung des gesamten Dorfes zur St.-Martins-Kirche.
Der Ort entwickelte sich dank seiner Lage an einem Handelsweg, der südlich des Steinitzer Waldes in die mährische Ebene nach Brünn führte, zu einer großen Ansiedlung. Seit 1322 ist in Dambořice ein ausgedehnter Dorfplatz nachweisbar. Aus dem Jahre 1337 stammt die erste Nachricht über eine Feste. 1377 wurde der Weinberg Srnová angelegt. Das 1420 erstmals erwähnte und südwestliche gelegene Dorf Nesklovice erlosch später wieder. Im Jahre 1531 kaufte der mährische Landeshauptmann Jan Kuna von Kunstadt auf Lukov die Herrschaft. Jan Kuna ließ eine neue Pfarrkirche erbauen, Fischteiche anlegen, die Brauerei wiederherstellen und die Weinberge deutlich erweitern. Auf sein Gesuch erhob Kaiser Ferdinand I. Dambořice 1534 zum Städtchen und erteilte das Privileg zur Abhaltung eines Wochenmarktes und Jahrmarktes. Das älteste Siegel stammt aus dem Jahre 1535; es zeigt drei Sterne sowie das Wappen der Herren von Kunstadt und trägt die Inschrift S.  MIESTEZKA. DAMBORZIZ. Seit 1550 siedelten sich Habaner in Dambořice an. Nachdem die Herren von Kaunitz 1566 Dambořice erworben hatten, schlugen sie die Güter ihrer Herrschaft Steinitz zu. Zu Beginn des 17. Jahrhunderts erlosch die Feste. Gegen Ende des 16. Jahrhunderts siedelten sich Juden an. Die Judengemeinde entstand nicht, wie üblich am Rande des Ortes, sondern mitten im Zentrum. 1617 bestand Dambořice aus 130 Anwesen, darunter waren 18 Ganzhüfner, sechs Dreiviertelhüfner und acht Halbhüfner. Das Judenviertel bestand aus sechs Häusern. Der Habanerhof umfasste dreieinhalb Hufen Land, neben der Landwirtschaft erfolgte dort auch Leinwandweberei. Die Herren von Kaunitz hielten die Herrschaft Steinitz bis zur Schlacht am Weißen Berg und wurden dann wegen ihrer Beteiligung am Ständeaufstand enteignet. Neue Besitzer wurden die Liechtensteiner. Im Jahre 1622 mussten die Habaner das Städtchen verlassen. In den Wirren des Dreißigjährigen Krieges sank die Einwohnerzahl von Dambořice um die Hälfte. 1658 lebten in dem Städtchen 382 Menschen, 1667 waren es 410. Das Judenviertel war bis 1698 auf 18 Häuser angewachsen, darunter waren eine Schule und eine koschere Schlächterei. 1744 wurde der Weinbau nochmals erweitert und der Weinberg Dubová angelegt. Seine größte Blüte erlangte der Dambořicer Weinbau in der zweiten Hälfte des 18. Jahrhunderts. Im Jahre 1781 hatte Dambořice 1188 Einwohner. Davon bekannten sich nach dem Toleranzpatent 130 zum Protestantismus. Die Protestanten wurden von der evangelischen Pfarre in Klobouky betreut. 1807 plünderten französische Truppen den Ort. 1824 legte ein Großfeuer das Städtchen und die Judengemeinde in Schutt und Asche. Im Jahre 1843 lebten in dem Städtchen 1964 Personen, das Judenviertel bestand aus 72 Häusern und hatte 480 Einwohner. Bis zur Mitte des 19. Jahrhunderts blieb Dambořice immer nach Ždánice untertänig.
Nach der Aufhebung der Patrimonialherrschaften bildete Dambořice/Damborschitz ab 1850 eine Marktgemeinde in der Bezirkshauptmannschaft Gaya und dem Gerichtsbezirk Steinitz. 1858 wurde mit dem evangelischen Friedhof ein dritter Friedhof angelegt. Die Judengemeinde erreichte 1860 mit 480 ihre höchste Einwohnerzahl und stellte damit einen Anteil von 24 % der Einwohner von Dambořice. Nachfolgend setzte ein starker Wegzug der Juden, vor allem in die Industrie- und Handelszentren Brünn und Wien ein. Ihre Häuser verkauften sie an Christen. Die Synagoge wurde 1868 im Stil des Spätempire umgebaut. 1880 erfolgte der Bau der Staatsstraße Sokolnice-Janův Dvůr einschließlich eines Abzweigs nach Dambořice. Die Freiwillige Feuerwehr gründete sich 1887. Im Jahre 1900 hatte der Ort 2033 Einwohner, darunter waren nur noch 144 Juden. 1906 begann der Bau der 26 km langen Bahnstrecke Čejč–Ždánice, die 1908 eröffnet wurde. 1929 lebten in Dambořice nur noch 46 Juden. Während der deutschen Besetzung wurde im Jänner 1943 die letzten 43 jüdischen Einwohner von Dambořice in das KZ Theresienstadt deportiert und von dort in die deutschen Vernichtungslager transportiert. Keiner der Dambořicer Juden kehrte nach Kriegsende zurück. Die Synagoge wurde 1948 abgebrochen.
1946 richtete die evangelische Pfarre Klobouky in Dambořice eine Filiale ein, zu deren Sprengel auch Bošovice, Ždánice, Násedlovice und kurzzeitig Velké Hostěrádky gehörten. Diese wurde 1956 zur Pfarre erhoben und betreut die Protestanten in Dambořice, Násedlovice, Ždánice, Bošovice, Želetice, Karlín, Žarošice, Silničná, Zdravá Voda, Uhřice, Archlebov, Dražůvky und Nenkovice. Nach der Aufhebung des Okres Kyjov wurde der Ort 1960 dem Okres Hodonín zugeordnet. 1998 wurde der Personentransport auf der Eisenbahnstrecke Čejč–Ždánice eingestellt.
Dambořice besitzt drei Friedhöfe. Hinter dem am östlichen Ortsrand gelegenen katholischen Friedhof liegt der Judenfriedhof. Des Weiteren unterhält auch die Kirche der Böhmischen Brüder einen eigenen Gottesacker. Auf den Gemeindefluren wurde Erdöl und Erdgas gefördert. Östlich erstrecken sich Weinberge und an den Hängen westlich des Dorfes Obstgärten. Zur katholischen Pfarre Dambořice gehören die Ortschaften Dambořice und Uhřice.

## Sehenswürdigkeiten
- katholische Pfarrkirche des hl. Martin von Tours, seit 1326 nachweisbar. Der heutige spätbarocke Bau entstand 1780 und wurde 1909 umgestaltet.
- Ummauerter katholischer Friedhof mit zwei Toren, die Friedhofsmauer stammt aus dem 18. Jahrhundert. Der ursprünglich am Hang östlich der Kirche angelegte Friedhof wurde 1885 auf den Burghügel bis an den jüdischen Friedhof erweitert.
- Jüdischer Friedhof, er wurde am Übergang vom 16. zum 17. Jahrhundert angelegt. Die letzte Bestattung erfolgte 1940. Auf dem Friedhof befinden sich zwischen 300 und 400 Grabsteine aus Sandstein, Granit und Kalkstein, von denen einige auch tschechische Inschriften aufweisen.
- Bethaus der Evangelischen Kirche der Böhmischen Brüder, errichtet 1888 im früheren katholischen Pfarrhaus
- Heimatmuseum, eingerichtet 2004 vom KVS Kunstát
- drei slawische Grabhügelstätten, westlich des Dorfes bei Skřípov in den Wäldern des Ždánický les

## Söhne und Töchter der Gemeinde
- Victor Miroslav Fic (1922–2005), tschechisch-kanadischer Politologe und Orientalist
- Julius Kobler (1866–1942), Schauspieler und Theaterregisseur